# Femininomenon
«Femininomenon» — песня американской певицы Чаппелл Рон, выпущенная 12 августа 2022 года в качестве третьего сингла её дебютного студийного альбома The Rise and Fall of a Midwest Princess (2023). Спродюсированная Дэном Нигро и Майком Уайзом, «Femininomenon» представляет собой альт-поп, дэнс-поп, новую волну и клубный трек с влиянием электроклэша.
В Соединённых Штатах «Red Wine Supernova» стала одной из семи песен одновременно вошедших в чарт Billboard Hot 100 песен Рон, наряду с «Good Luck, Babe!», «Hot to Go!», «Hot to Go!», «Pink Pony Club», «Red Wine Supernova» и «Casual» в августе 2024 года.

## Предыстория
Чаппелл Рон работала над песней вместе с Дэном Нигро, сочиняя фрагменты в разные дни и соединяя их воедино. В интервью Earmilk она заявила: «Я мечтала выпустить такую песню всю свою карьеру. Потребовались годы, чтобы обрести уверенность в себе и спеть в таком стиле». Рон добавила: «Я всегда стараюсь расширять свои возможности и способы написания поп-музыки. Я хочу посмотреть, смогу ли я быть настолько нелепым, насколько это возможно. Я хотел танцевальную песню. Что-то, под что люди могли бы танцевать. Квир-гимн с грустным подтекстом о том, что на самом деле со мной произошло, но с ритмом».

## Композиция
Песня «Femininomenon» была описана как альт-поп, дэнс-поп, новая волна и клубная песня с влиянием электроклэша. Песня открывается в сопровождении струнных и фортепиано, когда Чапелл Рон размышляет о бывшем партнёре, который не смог её удовлетворить. Перед каждым припевом она постепенно усиливает мелодраму в тоне и требует, чтобы песня была сыграна «с долбаным ритмом». Во время припева на заднем плане используется звук мотора мотоцикла, а затем звучат синтезаторы. В бридже Рон обращается к женщинам, оказавшимся в похожей с ней ситуации («Дамы, вы знаете, что я имею в виду, и вы знаете, что вам нужно!»).

## Отзывы
Эмили Тредголд из Earmilk отметила, что «песня каким-то образом идёт миллионом разных путей, но так хорошо сочетается друг с другом» и «Все так весело и громко, но так замысловато». Рецензируя The Rise and Fall of a Midwest Princess для AllMusic, Нил Z. Yeung написал, что песня «идеально отражает этику альбома, когда она превращается из сладкой баллады со струнным сопровождением в пульсирующий гимн расширения прав и возможностей, который сопровождается ободряющей речью в середине песни и уморительно эскалирующими адлибами». Ханна Майлреа из New Musical Express прокомментировала песню как имеющую «серьёзный надоедливый припев». Оливия Хорн из Pitchfork назвала песню «чудовищем Франкенштейна, в котором соединились вокал а-ля Лорд, рекламные ролики а-ля Кеша, синтезатор, звучащий как трубка для стонов, и бессмысленный текст „Get it hot like Papa John!“ — возможно, самый большой поп-кроссовер франшизы пиццы с тех пор, как они поместили лицо Тейлор Свифт на свои коробки».

## Чарты
| Чарт (2024)                         | Высшая позиция |
| ----------------------------------- | -------------- |
| Канада (Billboard Canadian Hot 100) | 69             |
| США (Billboard Hot 100)             | 66             |

## Сертификации
| Регион                                                                      | Сертификация | Продажи   |
| --------------------------------------------------------------------------- | ------------ | --------- |
| Австралия (ARIA)                                                            | Золотой      | 35 000    |
| Канада (Music Canada)                                                       | Платиновый   | 80 000    |
| Новая Зеландия (RMNZ)                                                       | Золотой      | 15 000    |
| Великобритания (BPI)                                                        | Серебряный   | 200 000   |
| США (RIAA)                                                                  | Платиновый   | 1 000 000 |
| Данные о продажах + прослушиваниях приведены только на основе сертификации. |              |           |